# Ignacy Hanusz
Ignacy Hanusz – architekt, projektant terenów zielonych, urzędnik carskiej Rosji w Polsce, w latach 1846–1916 dyrektor Ogrodu Botanicznego UW w Warszawie. Igancy Hanusz założył Park Zdrojowy i Park Miejski w Busku-Zdroju.